# Horné Hámre
Horné Hámre (em húngaro: Felsőhámor; alemão: Ober-Hammer) é um município da Eslováquia, situado no distrito de Žarnovica, na região de Banská Bystrica. Tem 19,67 km² de área e sua população em 2018 foi estimada em 643 habitantes.

## Demografia
| Ano:        | 1994 | 2004   | 2014   | 2024   |
| ----------- | ---- | ------ | ------ | ------ |
| Broj ljudi: | 687  | 663    | 632    | 690    |
| Razlika:    |      | -3,49% | -4,67% | +9,17% |

| Ano:               | 2023 | 2024   |
| ------------------ | ---- | ------ |
| Número de pessoas: | 684  | 690    |
| Diferença:         |      | +0,87% |